# Manahari
Manahari (en népalais : मनहरि) est une municipalité rurale du Népal, située dans le district de Makwanpur, de la province de Bagmati. Au recensement de 2011, elle comptait 38 399 habitants.
La municipalité est créée lors de la réorganisation administrative du 10 mars 2017. Elle regroupe l'ancien comité de développement villageois de Handikhola et une partie de celui de Manahari.